# Фрідріх Адамі
Адамі Фрідріх (нім. Adami Wilhelm Friedrich — 18 липня 1816 — 5 серпня 1893) — німецький письменник переважно прусько-патріотичної традиції. Адамі народився в Зулі (Тюрингія). Батьками були Христиан Голіб Адамі і Регіна Доротея. На прохання батька, хірурга, він у 1835 р. почав вивчати в Берліні медицину, але через рік перейшов на філософію та історію. У 1839 р. Адамі заснував альманах історичних і сучасних романів під назвою «Сонячник» і одночасно писав сам і перекладав п'єси інших авторів для берлінського театру. Познайомившись у театрі з актрисою Августиною Поль, він одружився з нею 28 вересня 1841 в Берліні.
З 1836 Адамі р. працював фрілансером для Berliner Figaro, яку видавав Ернст Літфасс і одночасно продовжував видавати свій «Сонячни». Однак через революційні події 1848/1849 рр. мусив його закрити. Після цього він був запрошений критиком і оглядачем у газету Neue Preußische Zeitung.
Тепер Адамі вважається консерватором, але у свій час він був дуже успішним письменником. Для багатьох своїх публікацій, він використовував псевдонім Pohl Fronberg. Його п'єси регулярно гралися у берлінському театрі, а з 1853 р. він майже щорічно для Королівського придворного театру писав п'єси для святкових вистав. У визнання його патріотично-літературної діяльності йому було надато звання королівського надвірного радника. Найвидатнішим його твором є «Луїза, королева Прусії»

## Деякі твори
- Dramatische Genrebilder aus der vaterländischen Geschichte. Berlin 1870. — «Драматичні жанрові картинки з вітчизняної історії»
- Große und kleine Welt. Ausgewählte historische Romane. Berlin 1870 — «Великий і малий світи». Вибрані історичні романи.
- Vor fünfzig Jahren. Nach den Aufzeichnungen von Augenzeugen. Berlin 1863. — «50 років тому». За спогадами очевидців.
- Aus Friedrichs des Großen Zeit. Berlin 1869. — З часів Фрідріха Великого
- Die Freischpßenbraut. Berlin 1835. — «Наречена вільного стрільця».
- Ein ehrlicher Mann. Berlin 1836. — «Чесний чоловік».
- Das Buch vom Kaise Welhelm II. Berlin 1888. — «Книга кайзера Вільгельма ІІ».